# 사쿠라이 시게루
사쿠라이 시게루(일본어: 桜井 繁, 1979년 6월 29일 ~ )는 일본의 전 축구 선수이다.

## 구단 경력
과거 몬테디오 야마가타, 방포레 고후, 베갈타 센다이, 도치기 SC에서 활동하였다.